# هرمان فون ريتشهوفن
هرمان فون ريتشهوفن (بالألمانية: Hermann von Richthofen)‏ (و. 1933  م) هو دبلوماسي، وقانوني ألماني، ولد في فروتسواف.

## مناصب
تولى منصب Permanent Representative of Germany to NATO ‏ (1993–1998)
- سفير ألمانيا لدى المملكة المتحدة  [لغات أخرى]‏ (1988–1993)
- سفير

.

## التعليم
تعلم في جامعة بون، وتعلم في جامعة لودفيغ ماكسيميليان في ميونخ، وتعلم في جامعة هايدلبرغ
.

## جوائز
حصل على جوائز منها:
- وسام الاستحقاق في براندنبورغ
- وسام صليب القائد من رتبة استحقاق من جمهورية ألمانيا الاتحادية

## روابط خارجية
- هرمان فون ريتشهوفن على موقع IMDb (الإنجليزية)
- هرمان فون ريتشهوفن على موقع مونزينجر (الألمانية)